# Epiblema similana
Epiblema similana es una especie de polilla del género Epiblema, familia Tortricidae.
Fue descrita científicamente por Denis & Schiffermuller en 1775.

## Distribución
Se encuentra en Europa.